# 1997 CU
1997 CU är en asteroid i huvudbältet som upptäcktes den 1 februari 1997 av den japanska astronomen Takao Kobayashi vid Ōizumi-observatoriet.